# Commander in Chief's Trophy

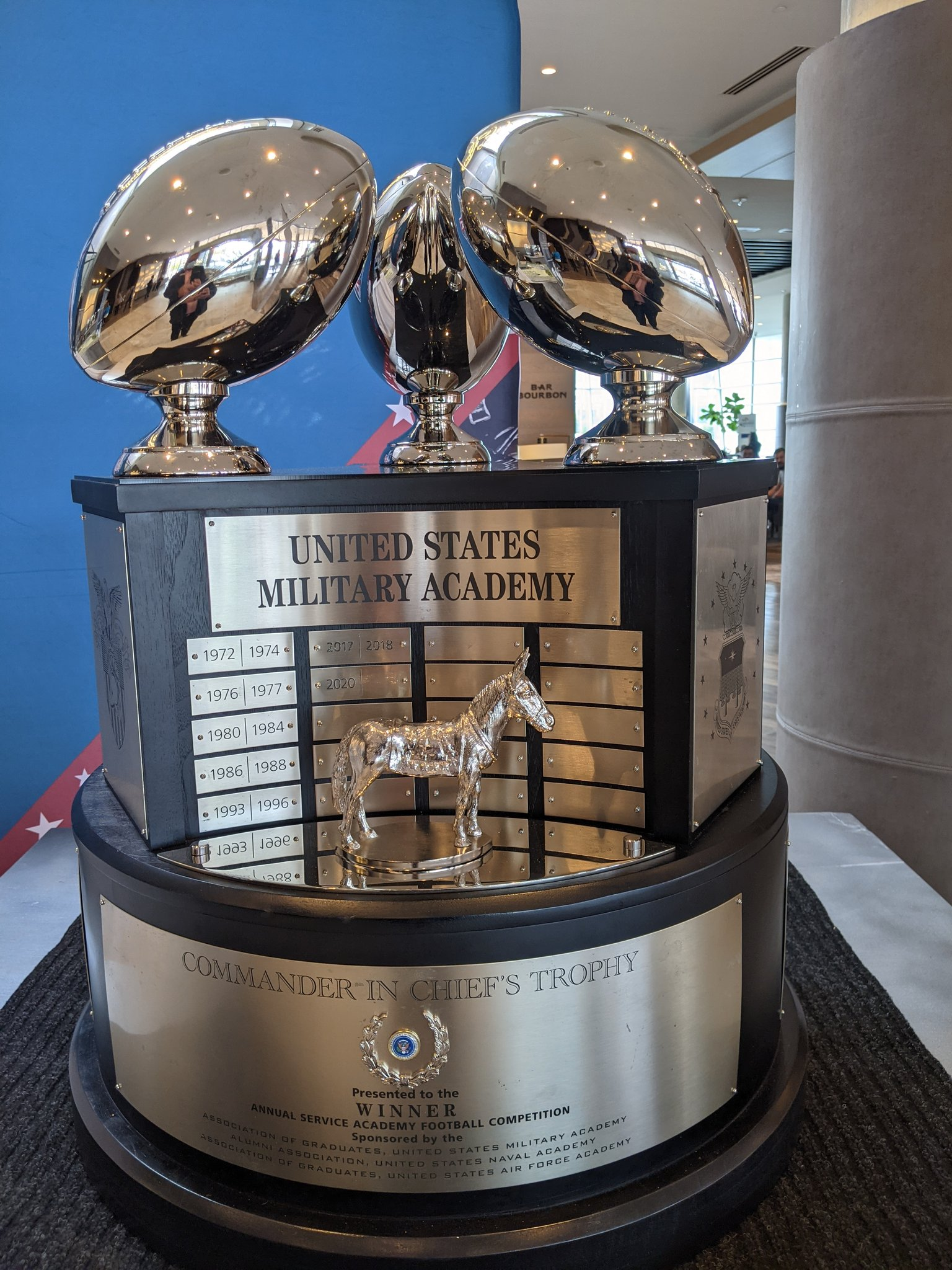
Le trophée côté Army.

Le Commander in Chief's Trophy est un trophée attribué chaque année au vainqueur du mini tournoi entre les trois académies militaires américaines : l'Air Force, l'Army et la Navy.
La rencontre Navy–Air Force se joue traditionnellement le premier samedi du mois d'octobre. Le match Army–Air Force se joue le premier samedi de novembre. Enfin, l'opposition Army–Navy se jouait le premier samedi de décembre. Aujourd'hui, la rencontre a lieu le second samedi de décembre pour éviter d'être en concurrence avec les finales de conférences. C'est également le dernier match de la saison régulière universitaire avant les premiers bowls.

## Vainqueurs du Trophée
En cas d'égalité, le trophée est partagé mais le programme précédemment vainqueur conserve le trophée.
| Programme       | Nbr. de Trophée | Dernier titre                | V                            | D                            | N                            | %                            |
| --------------- | --------------- | ---------------------------- | ---------------------------- | ---------------------------- | ---------------------------- | ---------------------------- |
| Air Force       | 21              | 2022                         | 66                           | 40                           | 0                            | 62,3                         |
| Army            | 10              | 2023                         | 38                           | 67                           | 1                            | 35,8                         |
| Navy            | 17              | 2024                         | 54                           | 51                           | 1                            | 51,0                         |
| Trophée partagé | 5               | 1974, 1976, 1980, 1993, 2021 | 1974, 1976, 1980, 1993, 2021 | 1974, 1976, 1980, 1993, 2021 | 1974, 1976, 1980, 1993, 2021 | 1974, 1976, 1980, 1993, 2021 |

| Victoire de l'Air Force     |
| Victoire de l'Army          |
| Victoire de la Navy         |
| Match nul / Trophée partagé |

| Saison                  | Vainqueur du Trophée                    | Air Force – Navy          | Air Force – Army            | Army – Navy            |
| ----------------------- | --------------------------------------- | ------------------------- | --------------------------- | ---------------------- |
| 1959                    | -                                       | Non joué                  | 13–13                       | 43-12                  |
| 1960                    | -                                       | 35–03                     | Non joué                    | 17–12                  |
| 1961                    | -                                       | Non joué                  | Non joué                    | 13–07                  |
| 1962                    | -                                       | Non joué                  | Non joué                    | 34–14                  |
| 1963                    | -                                       | Non joué                  | 14–10                       | 21–15                  |
| 1964                    | -                                       | Non joué                  | Non joué                    | 11–8                   |
| 1965                    | -                                       | Non joué                  | 14–03                       | 07–07                  |
| 1966                    | -                                       | 15–07                     | Non joué                    | 20–07                  |
| 1967                    | -                                       | Non joué                  | 10–07                       | 19–14                  |
| 1968                    | -                                       | 26–20                     | Non joué                    | 21–14                  |
| 1969                    | -                                       | Non joué                  | 13–06                       | 27–0                   |
| 1970                    | -                                       | 26–03                     | Non joué                    | 11–07                  |
| 1971                    | -                                       | Non joué                  | 20–07                       | 24–23                  |
| Instauration du Trophée |                                         |                           |                             |                        |
| 1972                    | Army                                    | 21–17                     | 17–14                       | 23–15                  |
| 1973                    | Navy                                    | 42–06                     | 43–10                       | 51–0                   |
| 1974                    | Partagé (Navy conserve le trophée)      | 19–16                     | 17–16                       | 19–0                   |
| 1975                    | Navy                                    | 17–0                      | 33–03                       | 30–06                  |
| 1976                    | Partagé (Navy conserve le trophée)      | 13–03                     | 24–07                       | 38–10                  |
| 1977                    | Army                                    | 10–07                     | 31–06                       | 17–14                  |
| 1978                    | Navy                                    | 37–08                     | 28–14                       | 28–0                   |
| 1979                    | Navy                                    | 13–09                     | 28–07                       | 31–07                  |
| 1980                    | Partagé (Navy conserve le trophée)      | 21–20                     | 47–24                       | 33–06                  |
| 1981                    | Navy                                    | 30–13                     | 07–03                       | 03–03                  |
| 1982                    | Air Force                               | 24–21                     | 27–09                       | 24–07                  |
| 1983                    | Air Force                               | 44–17                     | 41–20                       | 42–13                  |
| 1984                    | Army                                    | 29–22                     | 24–12                       | 28–11                  |
| 1985                    | Air Force                               | 24–07                     | 45–07                       | 17–07                  |
| 1986                    | Army                                    | 40–06                     | 21–11                       | 27–07                  |
| 1987                    | Air Force                               | 23–13                     | 27–10                       | 17–03                  |
| 1988                    | Army                                    | 34–24                     | 28–15                       | 20–15                  |
| 1989                    | Air Force                               | 35–07                     | 29–03                       | 19–17                  |
| 1990                    | Air Force                               | 24–07                     | 15–03                       | 30–20                  |
| 1991                    | Air Force                               | 46–06                     | 25–0                        | 24–03                  |
| 1992                    | Air Force                               | 18–16                     | 07–03                       | 25–24                  |
| 1993                    | Partagé (Air Force conserve le trophée) | 28–24                     | 25–06                       | 16–14                  |
| 1994                    | Air Force                               | 43–21                     | 10–06                       | 22–20                  |
| 1995                    | Air Force                               | 30–20                     | 38–20                       | 14–13                  |
| 1996                    | Army                                    | 20–17                     | 23–07                       | 28–24                  |
| 1997                    | Air Force                               | 10–07                     | 24–0                        | 39–07                  |
| 1998                    | Air Force                               | 49–07                     | 35–07                       | 34–30                  |
| 1999                    | Air Force                               | 19–14                     | 28–0                        | 19–9                   |
| 2000                    | Air Force                               | 27–13                     | 41–27                       | 30–28                  |
| 2001                    | Air Force                               | 24–18                     | 34–24                       | 26–17                  |
| 2002                    | Air Force                               | 48–07                     | 49–30                       | 58–12                  |
| 2003                    | Navy                                    | 28–25                     | 31–03                       | 34–06                  |
| 2004                    | Navy                                    | 24–21                     | 31–22                       | 42–13                  |
| 2005                    | Navy                                    | 27–24                     | 27–24                       | 42–23                  |
| 2006                    | Navy                                    | 24–17                     | 43–07                       | 26–14                  |
| 2007                    | Navy                                    | 31–20                     | 30–10                       | 38–03                  |
| 2008                    | Navy                                    | 33–27                     | 16–07                       | 34–0                   |
| 2009                    | Navy                                    | 16–13 (a.p.)              | 35–07                       | 17–03                  |
| 2010                    | Air Force                               | 14–06                     | 42–22                       | 31–17                  |
| 2011                    | Air Force                               | 35–34 (a.p.)              | 24–14                       | 27–21                  |
| 2012                    | Navy                                    | 28-21 (a.p.)              | 41-21                       | 17-13                  |
| 2013                    | Navy                                    | 28-10                     | 42-28                       | 34-7                   |
| 2014                    | Air Force                               | 30–21                     | 23–06                       | 17–10                  |
| 2015                    | Navy                                    | 33-11                     | 20-03                       | 21-17                  |
| 2016                    | Air Force                               | 28–14                     | 31–12                       | 21–17                  |
| 2017                    | Army                                    | 48-45                     | 21-0                        | 14-13                  |
| 2018                    | Army                                    | 35-07                     | 17-14                       | 17-10                  |
| 2019                    | Navy                                    | 34-25                     | 17-13                       | 31-07                  |
| 2020                    | Army                                    | 40-07                     | 07-10                       | 15-0                   |
| 2021                    | Partagé (Army conserve le trophée)      | 23-03                     | 21-14 (a.p.)                | 17-14                  |
| 2022                    | Air Force                               | 13–10                     | 13–07                       | 20–17 (a.p.)           |
| 2023                    | Army                                    | 17-06                     | 23-03                       | 17-11                  |
| 2024                    | Navy                                    | 07-34                     | 20-03                       | 13-31                  |
| Saison                  | Vainqueur du trophée                    | Air Force - Navy          | Air Force - Army            | Army - Navy            |
| Bilan depuis 1972 :     | Bilan depuis 1972 :                     | Air Force : 31-22 (59,6%) | Air Force : 35-18 (67,3%)   | Navy : 32-20-1 (60,4%) |
| Bilan global :          | Bilan global :                          | Air Force : 34-23 (60,7%) | Air Force : 38-20-1 (66,4%) | Navy : 63-55-7 (52,0%) |

## Articles externes
- Liste des matchs de rivalité en football américain universitaire de la NCAA